# Freak Kitchen
Freak Kitchen är ett hårdrocksband från Göteborg som bildades 1992. Deras avancerade musik kallas ofta progressiv metal eller progressiv rock.
Freak Kitchens influenser är många och spridda. Förutom traditionell hårdrock plockas allt från jazz till pop in i musiken. Deras tredje album bär undertiteln "En fånig liten heavy pop rock latin world jazz avantgarde metal bluesplatta". 

## Medlemmar
Nuvarande medlemmar
- Mattias "IA" Eklundh – sång, gitarr (1992– )
- Christer Hysén – basgitarr, sång (2000– )
- Björn Fryklund – trummor (2000– )

Tidigare medlemmar
- Christian Grönlund – basgitarr, sång (1992–2000)
- Joakim Sjöberg – trummor, sång (1992–2000)

## Diskografi
Demo
- Junk Tooth (1997)

Studioalbum
- Appetizer (Thunderstruck Productions, 1994)
- Spanking Hour (Thunderstruck Productions, 1996)
- Freak Kitchen (Thunderstruck Productions, 1998)
- Dead Soul Men (Thunderstruck Productions, 2000)
- Move (Thunderstruck Productions, 2002)
- Organic (Thunderstruck Productions, 2005)
- Land of the Freaks (Thunderstruck Productions, 2009)
- Cooking with Pagans  (Laser’s Edge, 2014)
- Confusion to the Enemy  (Thunderstruck, 2018)
- "Everyone gets Bloody" (Thunderstruck, 2024)

Singlar
- "Raw" (1994)
- "Lost In Bordeaux" (2002)
- "Nobody's Laughing" (2002)